# Operación Moonshot
La Operación Moonshot es un programa del gobierno del Reino Unido para introducir las pruebas masivas del COVID-19 en el mismo día en Inglaterra, como forma de permitir que se produzcan grandes reuniones de personas en ese país mientras se mantiene el control del virus. Según el British Medical Journal, el programa pretende realizar 10 millones de pruebas al día para 2021.
El programa ha suscitado preocupación por su coste previsto: 100.000 millones de libras, según un documento gubernamental filtrado, lo que supone unas tres cuartas partes del coste total anual del Servicio Nacional de Salud (NHS). Además, los estadísticos han advertido de que, dadas las imprecisiones inherentes a cualquier prueba, las pruebas masivas a esta escala pueden provocar cientos de miles de falsos positivos al día, lo que daría lugar a que se dijera que un gran número de personas están infectadas cuando no lo están.
El 22 de octubre de 2020, se informó de que el proyecto había sido "subsumido" en el programa Test and Trace del NHS dirigido por Dido Harding. A partir de abril de 2021, el Reino Unido sigue haciendo especial hincapié en el cribado masivo mediante pruebas de flujo lateral, disponibles como kits caseros.

## Descripción
La prueba que se proponía para el programa se basaba en el desarrollo de una nueva tecnología para que las muestras de saliva o los hisopos dieran una lectura positiva o negativa en cuestión de minutos, en lugar de requerir el análisis en un laboratorio, un proceso que puede durar varios días. Los medios de comunicación, entre ellos el Sheffield Telegraph, lo describen como similar a una prueba de embarazo. Al poner a disposición una prueba de este tipo, se proyecta anular la necesidad de que la gente se desplace a un centro de pruebas, algo que puede requerir un largo viaje. En el momento de su lanzamiento, la única tecnología global probada para la prueba de COVID-19 se basaba en la PCR.

## Estructura
La operación se enmarcó en la respuesta del Departamento de Salud y Asistencia Social (DHSC) del Reino Unido al COVID-19. Al principio, era un programa gubernamental independiente, pero finalmente se incluyó en el programa nacional de T&T del NHS. Dentro de la operación, se crearon varios equipos semiindependientes para desarrollar y evaluar las tecnologías de COVID-19, que en aquel momento eran esencialmente experimentales y no estaban probadas.
El cometido de cada equipo era establecer y desarrollar una única forma de prueba de COVID-19. Cada equipo contaba con un líder académico y se centraba en el desarrollo de una única tecnología: LAMP directa, LAMPore, espectometría de masas, LAMP de ARN, PCR en el punto de atención, pruebas de flujo lateral con lector de máquina y pruebas de flujo lateral sin máquina o pruebas rápidas.
Los planes de selección y evaluación de la tecnología basada en máquinas fueron dirigidos por el grupo de validación técnica (TVG) del gobierno del Reino Unido y la tecnología no basada en máquinas por el grupo de supervisión COVID-19, con aportaciones de Public Health England, National Health Service, asesores académicos/científicos y DHSC.
El desarrollo de LAMP fue dirigido por el profesor Keith Godfrey en la Universidad de Southampton. 
Oxford Nanopore desarrolló una tecnología llamada LAMPore. Se les ha contratado para que realicen millones de pruebas basadas en un novedoso método de análisis denominado amplificación del bucle de la transcriptasa (LAMP) que se está desarrollando actualmente; se espera que estas pruebas puedan ofrecer un resultado en menos de una hora. El gobierno también ha pagado 323 millones de libras por 90 millones de kits de pruebas de saliva de 20 minutos, productos químicos y 600 máquinas "Genie HT" fabricadas por OptiGene, una empresa con sede en Horsham, Sussex.

## Historia
El proyecto fue anunciado en una sesión informativa en Downing Street por Boris Johnson, el Primer Ministro británico, el 9 de septiembre de 2020. Johnson sugirió que las pruebas masivas serían una forma de permitir que los lugares de deporte y entretenimiento volvieran a abrir tras su cierre al principio de la pandemia, y para que la gente pudiera reunirse para las fiestas de Navidad. Hasta ese momento, los científicos habían utilizado las pruebas para identificar a las personas que daban un resultado positivo al virus, pero Johnson esbozó lo que describió como "el enfoque "Moonshot"", una prueba que mostraría a las personas que son negativas y no suponen un riesgo potencial para los demás, dándoles así un "pase de libertad" para asistir a eventos y reunirse con otros "de una manera pre-Covid". Se anunció un plan piloto para eventos en interiores y exteriores en Salford (Gran Mánchester), que comenzaría en octubre, con planes para un despliegue nacional después. Sin embargo, en ese momento no estaba claro qué tipo de pruebas se utilizarían para las pruebas masivas, aunque estaba claro que podría tratarse de la detección de antígenos virales mediante flujo lateral o la amplificación isotérmica mediada por bucle de transcripción inversa. El 18 de agosto, a petición de los ministros del Departamento de Sanidad y Asistencia Social del Reino Unido, se solicitó a Public Health England Porton Down y a la Universidad de Oxford que desarrollaran la infraestructura de investigación y evaluación clínica necesaria para identificar los dispositivos de flujo lateral más prometedores y con las mejores características de rendimiento.
Aproximadamente una semana antes del anuncio de Johnson, Matt Hancock, el Secretario de Estado de Sanidad, había anunciado que el gobierno proporcionaría financiación por valor de 500 millones de libras para el desarrollo de una prueba de saliva que produciría un resultado en 20 minutos. Estas pruebas se utilizarían en los lugares de trabajo y de ocio para analizar regularmente a las personas que entren en las instalaciones. El programa tiene el objetivo de realizar 10 millones de pruebas al día de aquí a 2021, lo que permitirá realizar pruebas a toda la población del Reino Unido cada semana, utilizando las consultas médicas y las farmacias para facilitar el acceso del público a las pruebas.
Varias empresas del sector privado se adhirieron al programa, entre ellas GSK para el suministro de pruebas, AstraZeneca para la capacidad de laboratorio y Serco y G4S para el almacenamiento y la logística. Uno de los asesores del gobierno en materia de pruebas rápidas es el epidemiólogo de Harvard Michael Mina, que sugirió un "moonshot" similar en Estados Unidos.
El 13 de octubre de 2020, el plan piloto de Salford -que en un principio preveía la realización de pruebas periódicas a todos los 254.000 residentes- se había reducido significativamente, y fuentes gubernamentales afirmaron que ahora se "centraría en entornos y grupos de alto riesgo", ofreciéndose las pruebas a los residentes "en algunas zonas de viviendas de alta densidad". El 19 de octubre de 2020, el gobierno anunció el inicio de un piloto de LAMP y pruebas de flujo lateral para el personal asintomático en los hospitales de Manchester, Southampton y Basingstoke, con "escuelas, universidades y hogares de cuidado en las regiones más afectadas" para seguir en una fecha posterior.
El 22 de octubre de 2020, se informó de que la Operación Moonshot había sido y "subsumida" en el programa NHS Test and Trace (NHSTT) dirigido por Dido Harding. Una carta legal de los abogados del gobierno respondiendo a una propuesta del Proyecto de la Buena Ley para escudriñar las cantidades de dinero del gobierno pagadas a los contratistas privados decía: "La propuesta a la que se hace referencia en el paquete informativo del Proyecto Moonshot se desarrolló junto con el actual programa NHS Test and Trace del Departamento de Salud y Asistencia Social (DHSC). El presupuesto "básico" aprobado del NHSTT era de aproximadamente 12.100 millones de libras. La esencia de la propuesta a la que se refiere el paquete informativo del Proyecto Moonshot se ha subsumido desde entonces en el NHSTT, lo que refleja la rápida y constante evolución de los requisitos políticos en el ámbito de las pruebas. Ha pasado a denominarse parte del programa de "pruebas masivas" del NHSTT". Los planes de pruebas masivas anunciados prevén la realización de pruebas semanales a hasta el 10% de la población de Inglaterra, utilizando millones de kits de saliva de 30 minutos fabricados por la empresa Innova, "para ayudar a controlar los brotes localizados". Los directores locales de salud pública serían "elegibles para recibir semanalmente el número de pruebas equivalente al 10% de su población".
El 5 de noviembre de 2020' The Guardian informó de que las pruebas rápidas de saliva "Direct RT-Lamp" fabricadas por OptiGene y utilizadas en el ensayo piloto en Salford y Manchester habían identificado sólo el 46,7% de las infecciones, lo que significa que en un entorno real se diría erróneamente que más de la mitad de los infectados estaban libres del virus. Un científico del DHSC declaró: "Es incorrecto afirmar que las pruebas tienen una baja sensibilidad, ya que un ensayo piloto reciente mostró una sensibilidad técnica general de casi el 80%, que se eleva a más del 96% en individuos con una carga viral más alta, lo que hace que sea importante para detectar a los individuos en la fase infecciosa. El reto ahora es entender las razones de la diferencia en la sensibilidad declarada en una evaluación frente a las de otras múltiples.

## Recepción
El anuncio atrajo rápidamente el escrutinio de científicos y expertos en salud, que expresaron sus dudas sobre si la realización de pruebas a varios millones de personas al día con una respuesta rápida era posible con la capacidad de los laboratorios tal como estaba en ese momento. Sir Patrick Vallance, asesor científico jefe del Gobierno, afirmó que sería "completamente erróneo suponer que se trata de algo que se puede hacer con toda seguridad", mientras que la Dra. Jenny Harries, subdirectora médica de Inglaterra, dijo que el éxito del programa dependería de cómo se gestionara.
Los políticos de la oposición, entre ellos Jonathan Ashworth, Secretario de Estado de Sanidad en la sombra, cuestionaron la viabilidad del programa cuando el sistema ya tiene dificultades para hacer frente al volumen de pruebas que se le exigen. En respuesta a las preocupaciones, Grant Shapps, Secretario de Estado de Transporte, dijo que la tecnología para implementar el sistema aún no existía.

### Preocupación por la privatización del programa y su coste
El 10 de septiembre de 2020, el British Medical Journal citó un documento filtrado en el que se preveía que el proceso costaría 100.000 millones de libras esterlinas, cifra relativamente cercana al coste total anual de 130.000 millones de libras de NHS England. El hecho de que los planes parezcan implicar que una parte sustancial de esta suma se pague a empresas privadas suscitó comentarios. Devi Sridhar (Universidad de Edimburgo) dijo: "Hay razones para dar los miles de millones adicionales al NHS y pedirle que los cumpla. Me preocupa el proceso de licitación de estos contratos. El proceso de contratación no es claro y permite que mucha gente se enriquezca con esta crisis". Anthony Costello, ex director de la Organización Mundial de la Salud, habló en Twitter de "despilfarro/corrupción a escala cósmica". Martin McKee, profesor de salud pública europea en la Escuela de Higiene y Medicina Tropical de Londres, se preguntó qué control parlamentario habría sobre el gasto.
Académicos de las universidades de Glasgow, St. Andrews y Newcastle, escribiendo en el Journal of the Royal Society of Medicine, dijeron que la decisión de separar los departamentos locales de salud pública y los consultorios generales del sistema de pruebas del sector privado había dado lugar a un "retraso en el control de los brotes", añadiendo: "A pesar de los fallos de este sistema de Pruebas y Rastreo del NHS, en gran parte privado y muy centralizado, se ha informado de que el gobierno tiene la intención de ampliar las pruebas para ofrecer pruebas semanales a toda la población". Deloitte y una serie de empresas comerciales están siendo contratadas para realizarlas en el marco de la Operación Moonshot, un plan para aumentar las pruebas a 10 millones al día, con un coste de 100.000 millones de libras, el 70% del presupuesto anual del NHS para Inglaterra. ... Pedimos al gobierno de Westminster que ponga fin a la privatización de las pruebas y que restablezca e invierta en la atención primaria del NHS, en la salud pública y en los servicios de laboratorio del NHS, y que reoriente los recursos de los actuales programas privados de pruebas hacia la atención primaria local, los laboratorios locales del NHS y el sector local de la salud pública". El Good Law Project inició una acción legal contra el gobierno, argumentando que el programa es ilegal porque "implica contratos privados potencialmente enormes que pueden no haber sido licitados y rompe las propias reglas de valor por dinero del gobierno".
El propio Grupo de Asesoramiento Científico para Emergencias (SAGE) del gobierno dijo, en una Declaración de Consenso fechada el 31 de agosto de 2020, que era importante "asegurar que cualquier programa de pruebas masivas proporciona un beneficio adicional sobre la inversión de recursos equivalentes en (i) la mejora de la velocidad y la cobertura de la Prueba y Rastreo del NHS para los casos sintomáticos [...] y (ii) la tasa de auto-aislamiento y cuarentena para aquellos que dan positivo (actualmente se estima que es <20% totalmente adherente)"; agregó que "las pruebas masivas sólo pueden conducir a la disminución de la transmisión si los individuos con una prueba positiva rápidamente emprenden un aislamiento efectivo". Martin McKee dijo que el programa "se centra en una sola parte del problema, las pruebas, y no dice nada sobre lo que ocurrirá con los que den positivo, una preocupación particular dada la baja proporción de los que se adhieren al consejo de aislarse, en parte debido a la falta de apoyo que se les ofrece". En respuesta a las preguntas formuladas, el gobierno dijo que hasta ahora se habían comprometido 500 millones de libras, y que aún se desconocían los costes finales.

### Peligro de falsos positivos en las pruebas masivas
Otra cuestión planteada por estadísticos como David Spiegelhalter (Universidad de Cambridge) es que se sabe que las pruebas masivas generan falsos positivos. El profesor Jon Deeks (Universidad de Birmingham, Cochrane) afirmó que incluso si una prueba alcanzara una especificidad muy buena del 99%, lo que significa que sólo el 1% de las personas sanas serían identificadas erróneamente como infectadas, realizar las pruebas a toda la población del Reino Unido daría lugar a que se dijera a más de medio millón de personas que tenían que autoaislarse, junto con sus contactos. Según las estimaciones de Deeks, los falsos positivos podrían acabar superando en número a las personas realmente infectadas en una proporción de 1.000 a 1. Un documento publicado por SAGE sugería que el programa podría hacer que el 41% de la población británica tuviera que autoaislarse innecesariamente en un plazo de seis meses debido a los falsos positivos, y advertía del posible cierre de escuelas y de la pérdida de salarios de los trabajadores por los resultados incorrectos de las pruebas. El 11 de septiembre de 2020, la Royal Statistical Society se hizo eco de estas preocupaciones y advirtió en una carta a The Times que el plan "no parece tener en cuenta cuestiones estadísticas fundamentales" y que corre el riesgo de "causar daños personales y económicos a decenas de miles de personas."

### Peligro de falsos negativos en las pruebas caseras
Angela Raffle y Mike Gill, escribiendo en el British Medical Journal en abril de 2021, calificaron el enfoque de cribado masivo del Reino Unido como "una política errónea, con pocas probabilidades de reducir la transmisión", argumentando que la gente podría verse "tentada" a utilizar kits caseros en lugar de acudir a la prueba de PCR, más sensible, dejándoles "falsamente tranquilos".

### Experiencia
Los académicos que vieron los documentos filtrados expresaron su preocupación por la aparente falta de aportaciones "de científicos, clínicos y expertos en salud pública y en pruebas de detección". El 11 de septiembre de 2020, The Guardian informó de que el Comité Nacional de Cribado, que normalmente asesora al gobierno y al NHS sobre "todos los aspectos del cribado de la población", no había sido consultado sobre los planes. Allyson Pollock (Universidad de Newcastle) declaró que le parecía incomprensible, ya que había muchos expertos británicos disponibles. Jon Deeks añadió: "Es muy preocupante que los documentos no contengan conocimientos especializados sobre el cribado. Están escritos por consultores de gestión".

### En relación con esta pandemia
- Portal:COVID-19. Contenido relacionado con COVID-19.
- Cuarentena por la pandemia de COVID-19
- Impacto socioeconómico de la pandemia de COVID-19
- Desinformación sobre la pandemia de COVID-19
- Aplauso por los trabajadores de la salud
- Yo me quedo en casa
- Vacuna contra COVID-19
- Variantes de SARS-CoV-2
- Notificación de exposición a COVID-19